# Quercus serrata
Quercus serrata är en bokväxtart som beskrevs av Johan Andreas Murray. Quercus serrata ingår i släktet ekar, och familjen bokväxter.
Det svenska trivialnamnet japansk ek används för arten.
Arten förekommer från centrala Kina österut till Koreahalvön, Taiwan och Japan. Den växer i kulliga områden och i bergstrakter mellan 100 och 2000 meter över havet. Quercus serrata ingår vanligen i lövfällande skogar men ibland hittas den i städsegröna skogar. Denna ek kan i skogarna vara ett dominerande träd. Den hittas även ensam utanför skogarna.
För arten trä förekommer flera olika användningsområden, till exempel som ekfat eller som bränsle. Med hjälp av trädet odlas ekmussling. Flera bärfisar lägger sina ägg i ekens blad eller i andra delar.
Regionalt kan landskapsförändringar minska beståndet. Allmänt är arten vanligt förekommande i regionen. IUCN listar Quercus serrata som livskraftig (LC).

## Underarter
Arten delas in i följande underarter:
- Q. s. mongolicoides
- Q. s. serrata

## Bildgalleri

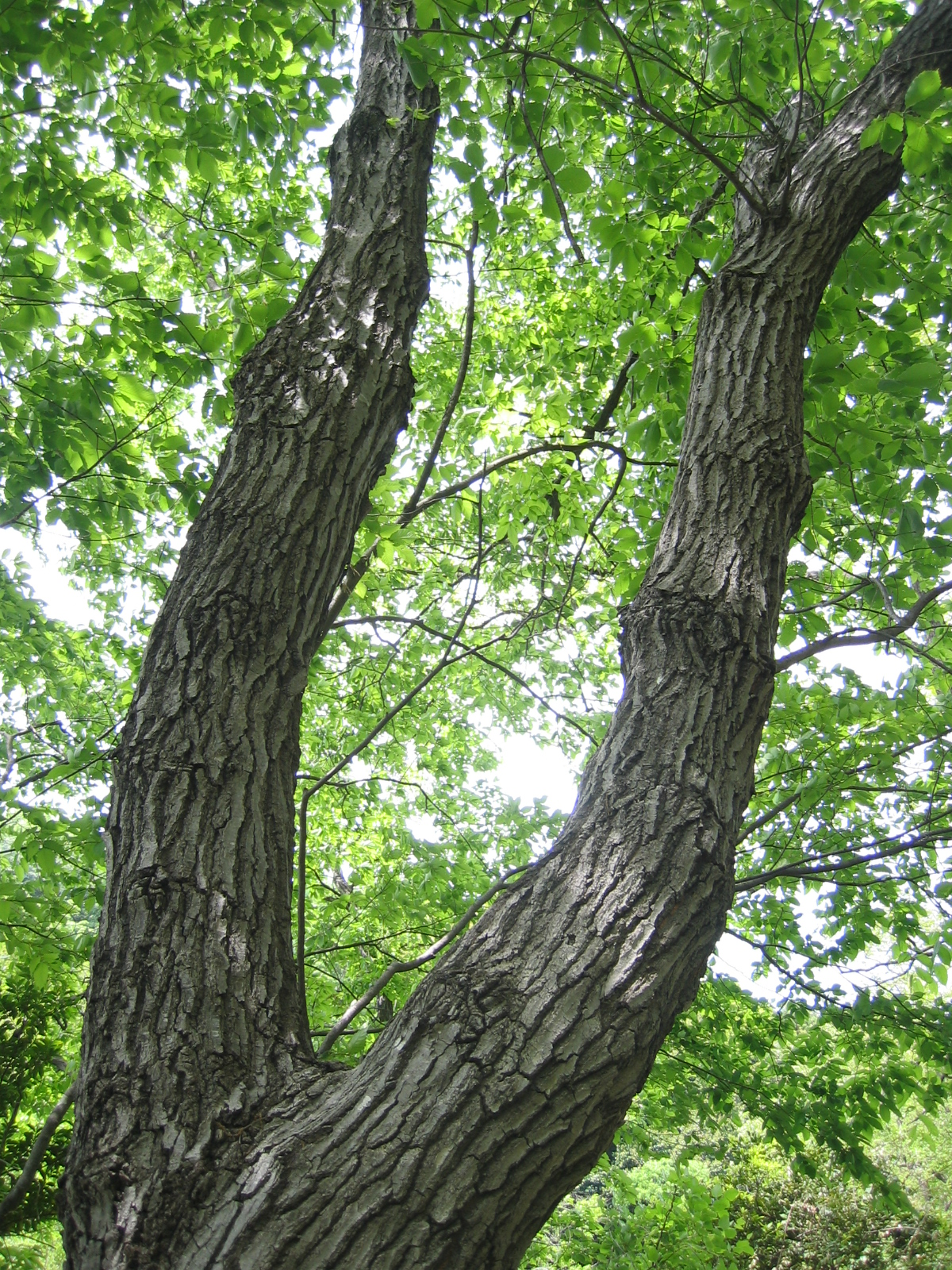
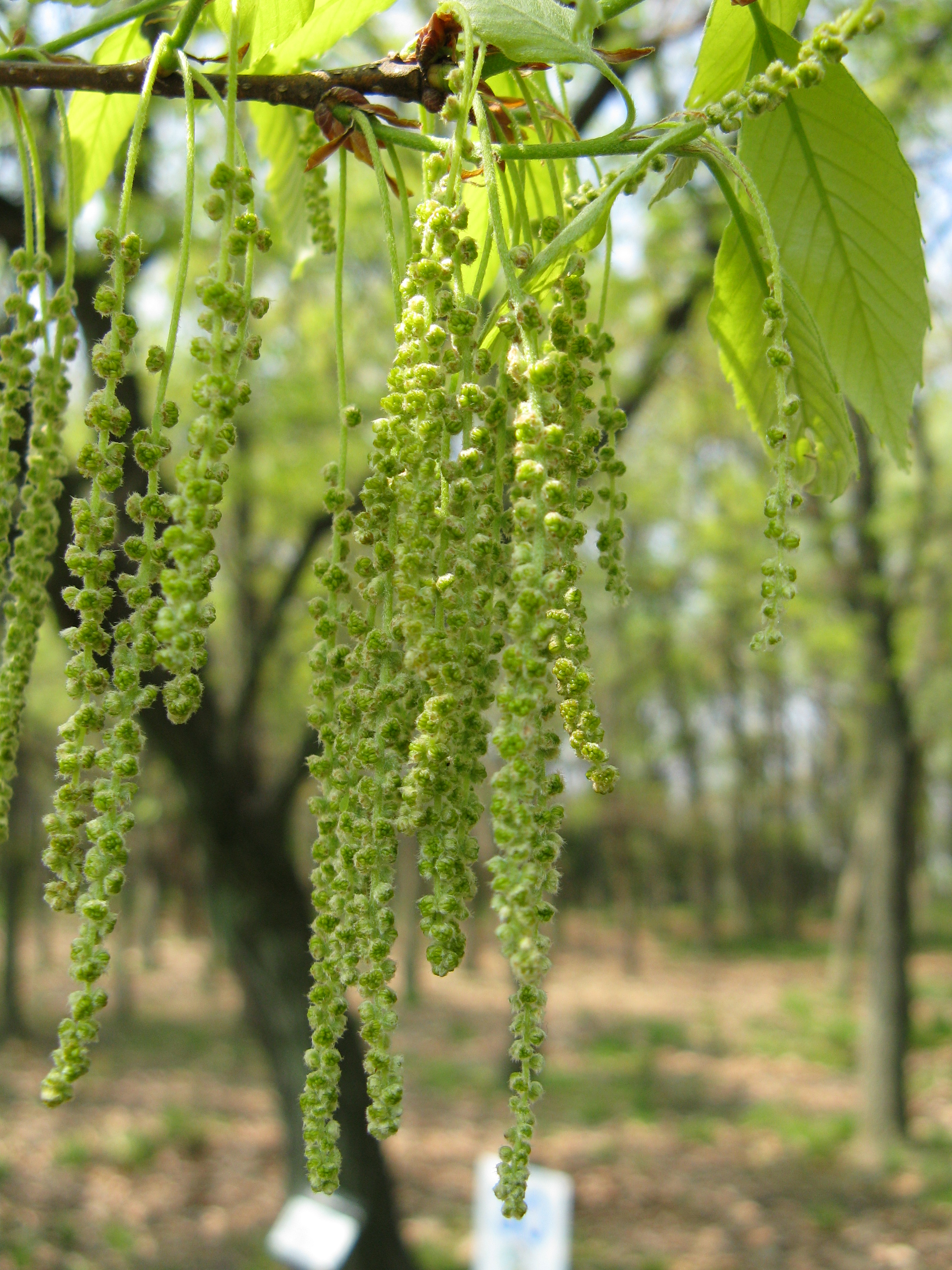
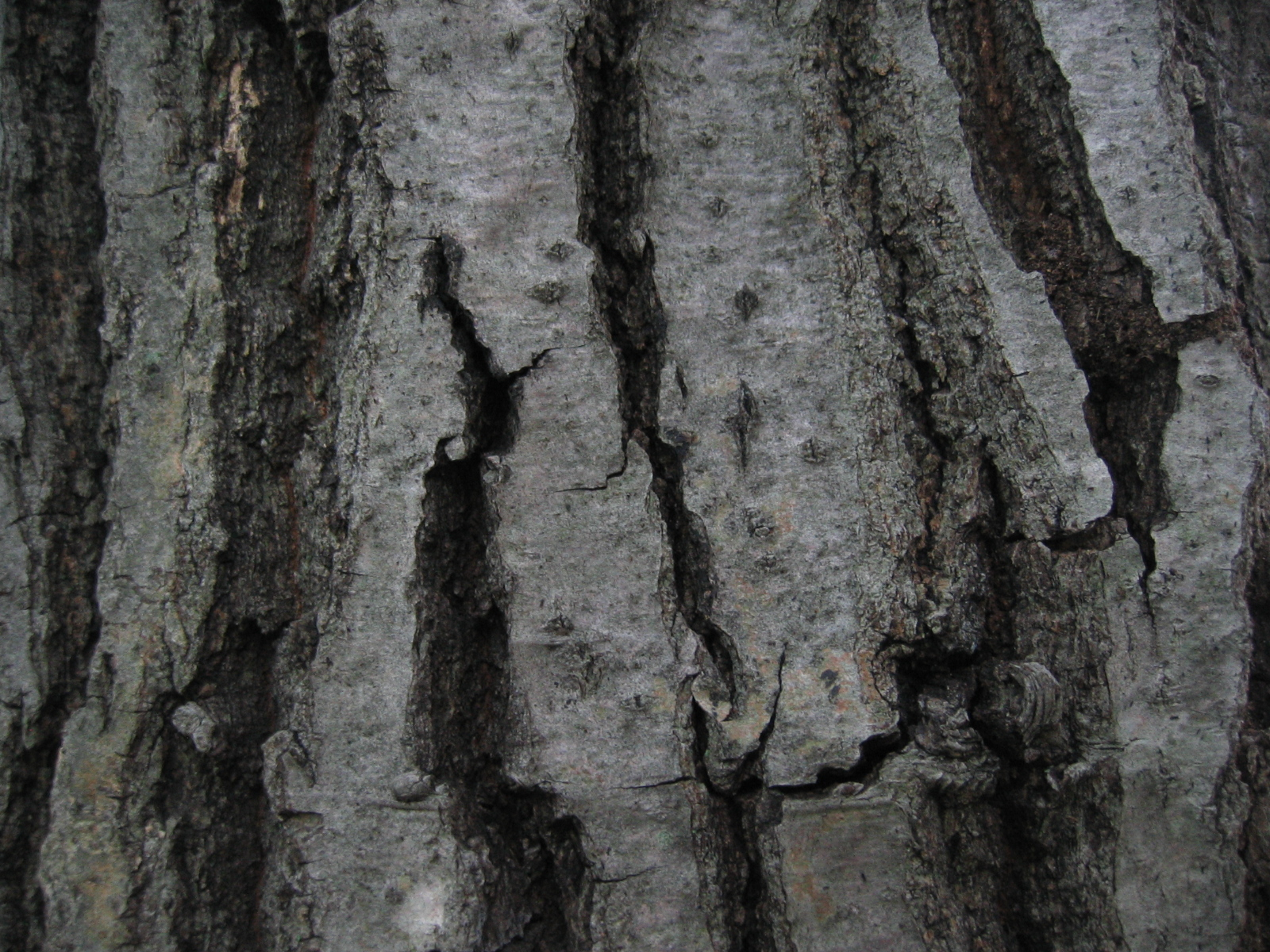
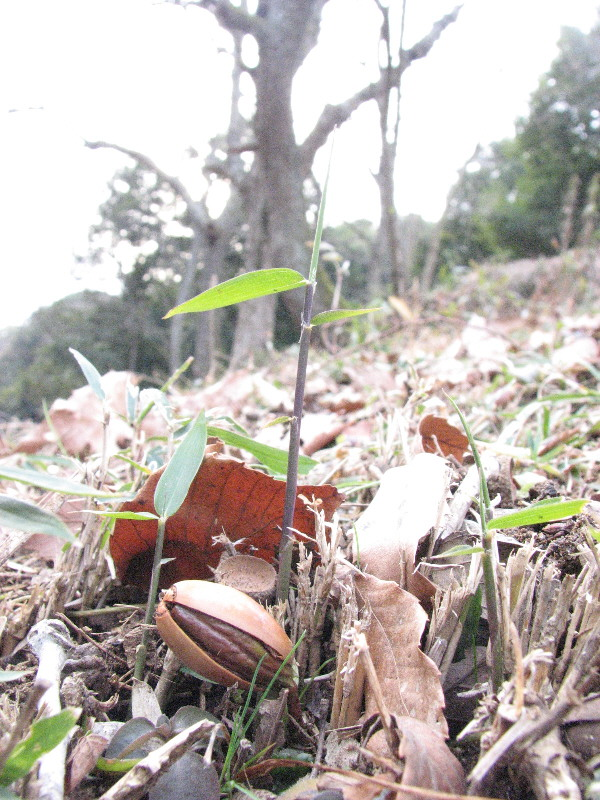
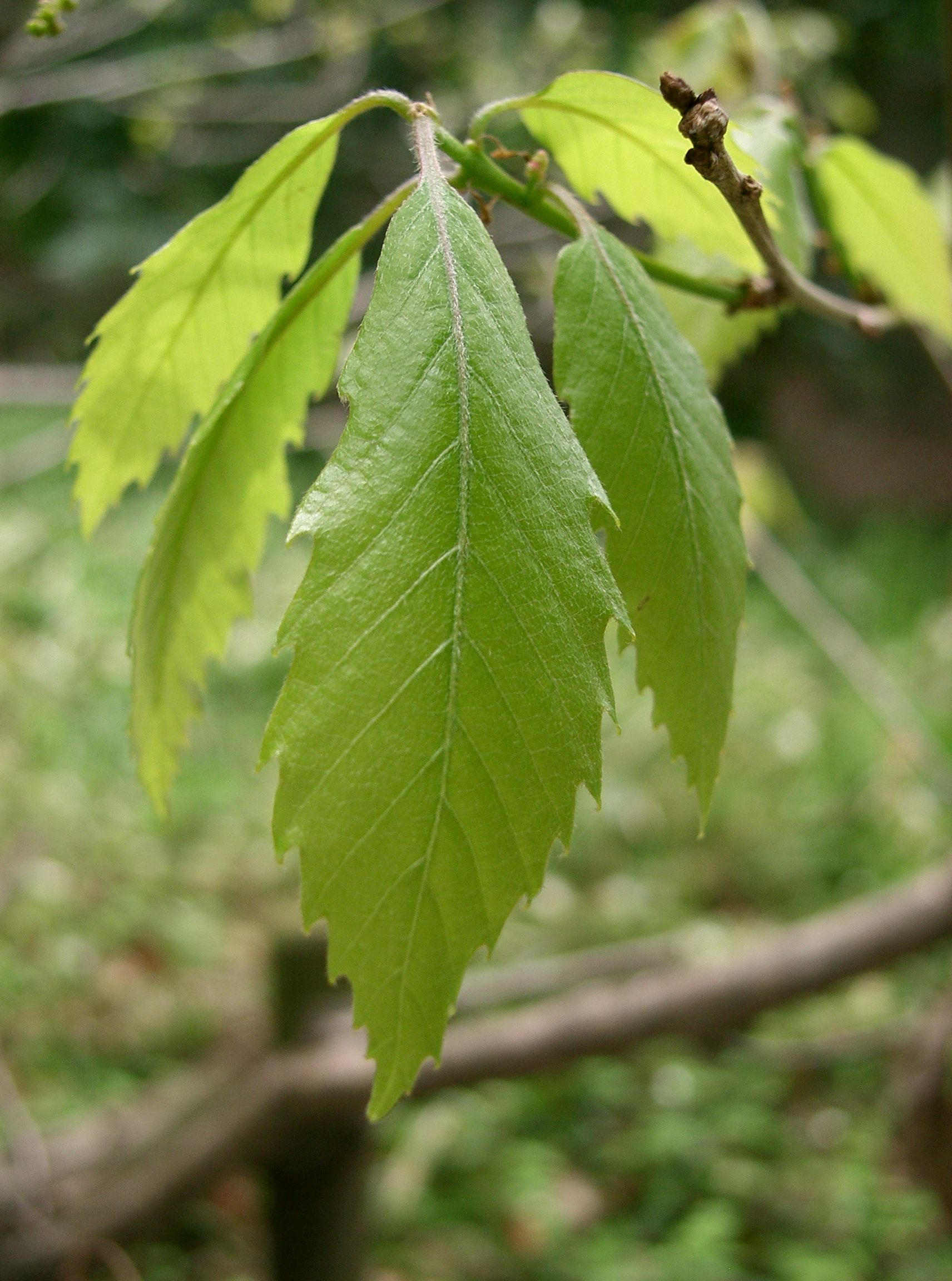
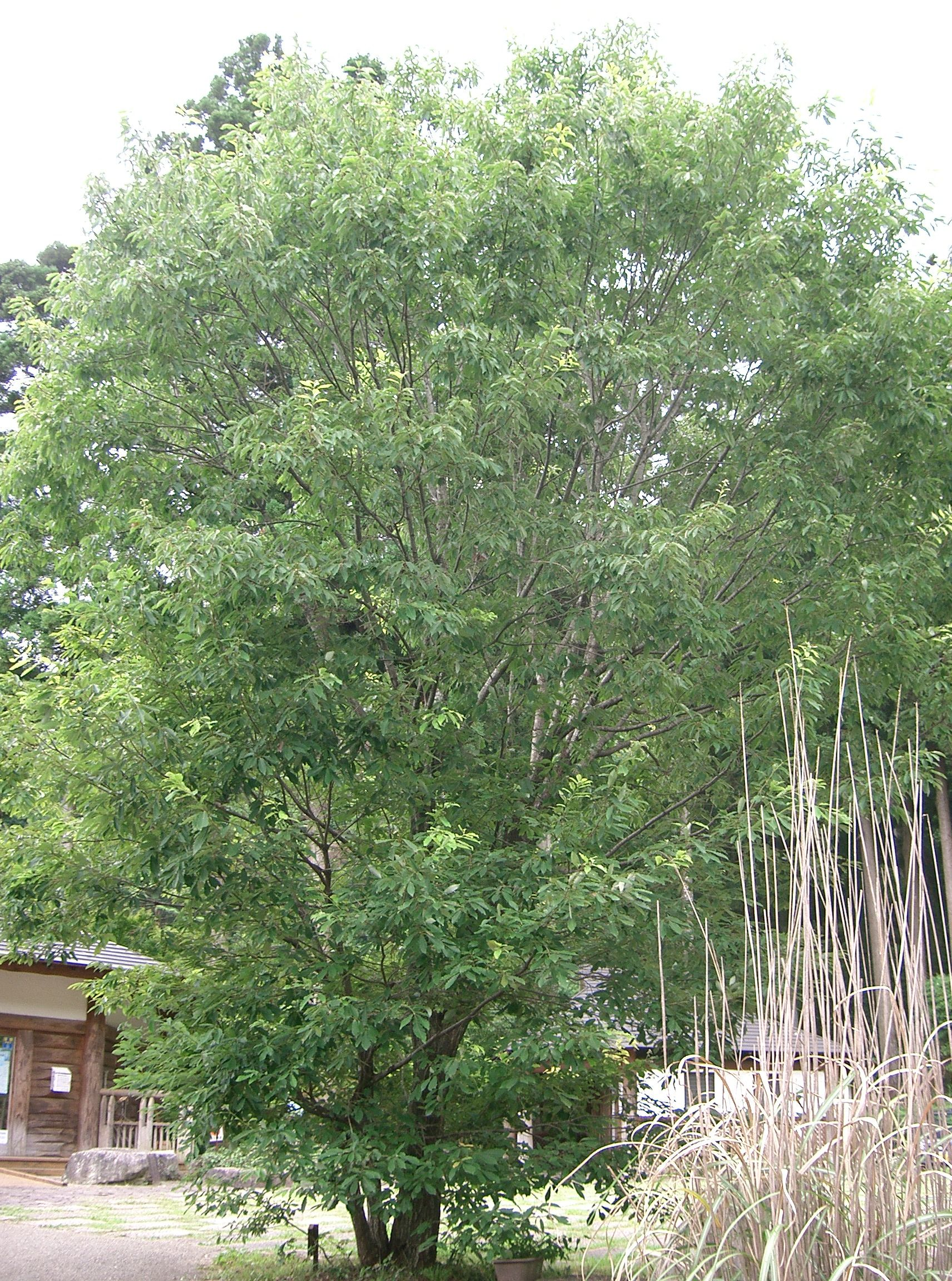